# Lonchocarpus blainii
Lonchocarpus blainii är en ärtväxtart som beskrevs av Francisco Adolfo Sauvalle. Lonchocarpus blainii ingår i släktet Lonchocarpus och familjen ärtväxter. Inga underarter finns listade i Catalogue of Life.